# Азербайджано-турецкие отношения
Азербайджано-турецкие отношения (азерб. Azərbaycan–Türkiyə münasibətləri, тур. Azerbaycan-Türkiye ilişkileri) — двусторонние отношения между Азербайджаном и Турцией в политической, экономической, военной и иных сферах.
Азербайджан, близкий Турции по этническому, религиозному и культурному аспектам, является для неё основным партнёром на Южном Кавказе, поэтому Турция остаётся верным сторонником Азербайджана в его усилиях по укреплению независимости и сохранению территориальной целостности.
Протяжённость государственной границы между странами составляет по разным данным от 9 до 11 км.
Страны являются членами Организации тюркских государств.

## История

### Период Азербайджанской ССР
После заключения Карсского договора в Турцию было отправлено дипломатическое представительство Азербайджанской ССР. Дипломатическим представителем Азербайджанской ССР и Закавказской СФСР в Турции в 1921—22 годах являлся Ибрагим Абилов.

### После 1991 года

#### Первая карабахская война
С началом Первой карабахской войны Турция полностью поддерживала Азербайджан, особенно в период правления президента Азербайджана Абульфаза Эльчибея. После перехода Кельбаджарского района под контроль армянских сил Турция выступила на экстренном заседании Совета Безопасности ООН 6 апреля. Но Совет безопасности отклонил предложенную Турцией формулировку «агрессии Армении против суверенной Азербайджанской республики». В принятой резолюции лишь выражалась серьёзная озабоченность «по поводу эскалации враждебных актов в конфликте в Нагорном Карабахе», и говорилось не об агрессии Армении. В мае 1992 года армянские вооружённые формирования атаковали Нахичевань, возникла ситуация при которой Турция могла вмешаться в войну. В 1993 году Турция в одностороннем порядке блокировала армяно-турецкую границу, мотивируя это оккупацией азербайджанских районов армянскими войсками. Турецкое правительство обещает открыть границу при условии, что Армения прекратит добиваться международного признания геноцида армян и выведет войска из зоны конфликта в Нагорном Карабахе.
Тем не менее, по большей части поддержка Турции ограничивалась лишь дипломатией. По мнению исследователя, Сванте Корнелла, это было связано с опасениями Турции испортить отношения с другим влиятельным игроком на Кавказе — Россией. Когда в апреле 1993 года армяне захватили Кельбаджарский район Азербайджана, президент Турции, Тургут Озал, обвинил Россию в поддержке Армении. Он также объявил, что Турция расширит военное сотрудничество с Азербайджаном и начнёт поставку оружия. В ответ министр обороны России Павел Грачев во время визита в Анкару, как сообщается, весьма недипломатично предупредил Анкару о том, чтобы она «держалась подальше от Азербайджана».

#### Вторая карабахская война
Поддержку Азербайджану Турция оказывала также во время Второй карабахской войны в 2020 году. После заключения заявления о прекращении огня Турция продолжала оказывать помощь Азербайджану по обезвреживанию мин и самодельных взрывных устройств на оставленных армянскими силами территориях. 11 ноября министры обороны России и Турции Сергей Шойгу и Хулуси Акар подписали меморандум о создании совместного центра по контролю за прекращением огня в Нагорном Карабахе.

## Дипломатические отношения
Турция признала независимость Азербайджана 9 ноября 1991 года. Турция стала первой страной, признавшей независимость Азербайджана в 1991 году.
Дипломатические отношения между странами были установлены 14 января 1992.
Посольство Турции в Азербайджане открыто в январе 1992 года. Посольство Азербайджана в Турции открыто в августе 1992 года.
В парламенте Азербайджана действует межпарламентская группа по двустороннему сотрудничеству. Руководитель группы — Ахлиман Амирасланов.
В Великом национальном собрании Турции действует межпарламентская группа по двусторонним отношениям. Руководитель группы — Шамиль Айрым.
Обе страны являются членами Организации тюркских государств.
Действуют Генеральные консульства Азербайджана в Анкаре, Стамбуле и Карсе.
Действуют Генеральные консульства Турции в  Нахичевани и Гяндже.

## Официальные визиты
5 июля 2023 года министр иностранных дел Турции Хакан Фидан посетил Азербайджан с официальным визитом для участия в заседании министров координационного совета Движения неприсоединения.

## Договорно-правовая база
Между сторонами подписано 256 документов, в том числе:
- Соглашение о преференциальной торговле (25 февраля 2020)
- Соглашение о сотрудничестве в области горнодобывающей промышленности (22 декабря 2021)[25]
- Соглашение в сфере аэронавигационного обслуживания (май 2022)[26]
- Соглашение о сотрудничестве в области миграции (6 июня 2024)[27]

## Совместные декларации
Президент Азербайджана Ильхам Алиев и Президент Турции Реджеп Тайип Эрдоган в рамках официального двухдневного визита турецкого главы в Азербайджан 15 июня 2021 года подписали в городе Шуша совместную декларацию о союзнических отношениях, определив дорожную карту двусторонних отношений. Декларация предусматривает сотрудничество в случае, если одна из стран подвергнется угрозе со стороны третьего государства.
27 июля 2021 года Турция, Азербайджан и Пакистан подписали Бакинскую декларацию, направленную на укрепление связей, развитию сотрудничества.

## Военное сотрудничество
Турция является одним из основных партнёров Азербайджана в данной сфере. В январе 1992 года президент Азербайджана Аяз Муталибов заключил договор о военном сотрудничестве с Турцией, государством-членом НАТО. Вооружённые силы Азербайджана тесно сотрудничают с Вооружёнными силами Турции во многих сферах, вплоть до полного слияния в декабре 2022. Турецкие инструкторы обучают подразделения специального назначения, такие как Морская диверсионно-разведывательная бригада ВМС Азербайджана. 
Советником министра обороны Азербайджана является генерал и командующий первым армейским корпусом турецкой армии Бахтияр Эрсай.

## Экономическое сотрудничество
Между Турцией и Азербайджаном действует соглашение о преференциальной торговле.
С 1996 года действует межправительственная комиссия по экономическому сотрудничеству.
В Азербайджане действуют 5 000 юридических лиц и предпринимателей Турции.
В рамках соглашения о преференциальной торговле действует беспошлинный товарооборот 15 видов продукции.
В 2025 году был обнародован объем взаимных инвестиций между Азербайджаном и Турцией - турецкие компании инвестировали в экономику Азербайджана 16 млрд долларов, а инвестиции Азербайджана в экономику Турции составили 20 млрд долларов.

### Нефтегазовая сфера

#### Баку-Тбилиси-Джейхан
Баку-Тбилиси-Джейхан — трубопровод для транспортировки каспийской нефти к турецкому порту Джейхан, расположенному на берегу Средиземного моря.  3 февраля 2004 года в Баку состоялась церемония подписания документов о финансировании проекта Баку — Тбилиси — Джейхан с участием президентов Азербайджана, Грузии и Турции.

Официальное торжественное открытие всего нефтепровода прошло 13 июля 2006 в Джейхане. Это первый нефтепровод в СНГ, проложенный в обход России и при непосредственном участии США и Великобритании. С началом его работы в очередной раз существенно изменилась геополитическая расстановка сил в обширном регионе, охватывающем Среднюю Азию, Кавказ и акваторию Каспийского моря. Транспортировка значительных объёмов нефти, которая могла бы осуществляться через территорию России по существующему нефтепроводу Баку — Новороссийск, производится в обход России, что снижает её влияние в регионе.

#### Баку — Тбилиси — Эрзурум
25 марта 2007 года состоялось торжественное открытие газопровода «Баку — Тбилиси — Эрзурум», на котором приняли участие главы Азербайджана, Грузии и Турции.

#### Nabucco
Nabucco — проектировавшийся магистральный газопровод протяжённостью 3300 км из Туркменистана и Азербайджана в страны ЕС, прежде всего Австрию и Германию. Проектная мощность составляла 26—32 млрд кубометров газа в год. Предполагаемая стоимость проекта — €7,9 млрд. Подготовка проекта велась с 2002 года. Строительство планировалось начать в 2011 году, а завершить к 2014 году. Бо́льшая часть газопровода должна была пройти через Турцию. 28 июня 2013 года было объявлено, что проект «Набукко» закрыт, приоритетным проектом теперь является Трансадриатический газопровод, а транспорт газа с месторождения Шах-Дениз из Азербайджана вообще находится под вопросом.

#### TANAP
Проект TANAP был предусмотрен 17 ноября 2011 году на Третьем Черноморском энергетическом и экономическом форуме в Стамбуле. 26 декабря 2011 года между Турцией и Азербайджаном был подписан меморандум о взаимопонимании, консорциум для строительства и эксплуатации газопровода.
17 марта 2015 года, Реджеп Эрдоган, Ильхам Алиев и Георгий Маргвелашвили в городе Карс на Востоке Турции — официально встретились, чтобы заложить основание трубопровода и таким образом знаменовать начало работ по постройке газопровода. Строительство началось в 2015 году и завершено в июне 2018 года.
TANAP является частью Южного газового коридора, который подсоединится к Трансадриатическому трубопроводу (TAP).Трубопровод проложен от грузино-турецкой границы до западной границы Турции. Планируется, что одна ветка пройдёт из Турции к Греции, а оттуда в Албанию и до конечной точки в Италии. В проекте предусматривается  транспортировка газа с азербайджанского месторождения «Шах-Дениз». Газопровод начинается с Сангачальского терминала на территории Азербайджана. Первоначально планируемая пропускная способность газопровода составляет 16 млрд кубометров природного газа. Шесть миллиардов кубометров будет поставляться в Турцию остальное - в Европу. К 2018 году газ попадёт в Турцию, в 2020 году после завершения строительства Трансадриатического газопровода (ТАР) газ поступит в Европу. Акционерами проекта являются SOCAR (58 процентов) Botas (30 процентов), BP (12 процентов).
12 июня 2018 года, в турецкой провинции Эскишехир, на компрессорно-измерительной станции состоялось открытие Трансанатолийского газопровода. Президенты Азербайджана и Турции запустили газопровод. 30 ноября 2019 года в поселке Ипсала турецкого города Эдирне состоялась церемония открытия соединения газопровода с Европой (Фаза-1).

#### SOCAR Turkey
ГНКАР осуществила инвестиции в нефтехимический сектор Турции посредством покупки дочерней компанией SOCAR Turkey нефтехимического комплекса Petkim в 2008 году

#### STAR
19 октября 2018 года в турецком городе Измир состоялось открытие нефтеперерабатывающего завода "STAR", принадлежащего азербайджанской государственной нефтяной компании SOCAR.
Завод предназначен для производства нафты, дизельного топлива, авиационного керосина, сжиженного газа и других продуктов, кроме бензина и мазута. Здесь будут перерабатываться такие сорта нефти, как Azeri Light, Kerkuk и Urals. Планируемая мощность - 10 млн тонн продукции в год.

### Поставки газа
В 2021 году Азербайджан поставил Турции 8 млрд 820,24 млн м3 газа. Газ поставляется с месторождений Шах-Дениз-1 и Шах-Дениз-2.
5 марта 2025 года введён в эксплуатацию газопровод Ыгдыр — Нахичевань, который позволит обеспечить газом Нахичеванскую Автономную Республику.

### Энергетика
Азербайджан осуществляет экспорт электроэнергии в Турцию. В 2022 году было экспортировано 1 531,7 млн. квт. ч. электроэнергии.

### Транспорт

#### Железная дорога Баку — Тбилиси — Карс
«Железная дорога Баку — Тбилиси — Карс» — транспортный коридор, который соединит железнодорожные сети Азербайджана, Грузии и Турции. Предполагаемое время завершения строительства — 2011 год. Осуществление проекта началось в 2007 году. 7 февраля 2007 года Грузия, Азербайджан и Турция подписали межправительственное соглашение о создании железнодорожного коридора. В его рамках должна была построена железнодорожная линия от станции Ахалкалаки в Грузии до железнодорожной станции в городе Карс, протяжённостью 98 км, из которых 68 км приходится на долю турецкой, 30 км — грузинской территории.
30 октября 2017 года состоялась официальная церемония открытия железнодорожной линии Баку-Тбилиси-Карс (БТК), на котором приняли участие Ильхам Алиев, Реджеп Тайип Эрдоган и Георгий Квирикашвили.

#### Доли
Rafineri Holding (SOCAR Turkey Energy) - 60%
SOCAR - 40%

### Иные отрасли
В Азербайджане действует компания Bayraktar Technology Azerbaijan, созданная при участии Сельджука Байрактара. Компания занимается производством беспилотных летательных аппаратов.
С декабря 2023 года началась торговля азербайджанских компаний на турецкой онлайн платформе Trendyol. Платформа предоставляет выход товаров на рынок Турции, Ближнего Востока и Центральной Европы.
Планируется открытие совместного фармацевтического завода.

### Товарооборот (тыс. долл)
| Год  | Экспорт Азербайджана | Импорт Азербайджана | Сумма товарооборота |
| ---- | -------------------- | ------------------- | ------------------- |
| 2020 | 2 597 776,65         | 1 563 048,04        | 4 160 824,69        |
| 2021 | 2 818 136            | 1 843 709,29        | 4 661 845,29        |
| 2022 | 3 544 755,91         | 2 297 421,92        | 5 842 177,83        |
| 2023 | 5 359 328,07         | 2 291 271,44        | 7 650 599,51        |
| 2024 | 3 819 407,93         | 2 310 773,97        | 6 130 181,9         |

Структура экспорта Турции: готовая одежда, золото и ювелирные изделия.
Структура экспорта Азербайджана: медь, электроэнергия, газ.
Турецкий ежегодный экспорт в Азербайджан за 2001—2011 годы вырос с 225 млн долларов до 2064 млн долларов.

#### 2022
Структура экспорта Азербайджана в 2022 году: хлопок, хлопчатобумажная пряжа, изделия из алюминия, удобрения.
Структура экспорта Турции в 2022 году: машинное оборудование, бытовая техника, электроинструменты, железо, сталь, медицинские и фармацевтические изделия, мебель.

#### 2025
В 2025 году Азербайджан экспортировал в Турцию метанол.

## Образование
На декабрь 2021 года в Турции обучаются 25 тысяч азербайджанских студентов. В Азербайджане - 3 тысячи турецких студентов. Из них около 700 — в Азербайджанском медицинском университете.
19 февраля 2024 года подписан меморандум о создании Турецко-Азербайджанского университета. На 2024/25 учебный год университетом открыт набор студентов по специальностям компьютерной инженерии, промышленного инжиниринга и пищевой инженерии.

## Здравоохранение
Основное количество медицинского оборудования и инструментов больниц составляют оборудование и инструменты турецкого производства.
В Азербайджане прошли государственную регистрацию более 1 000 лекарственных средств производства Турции.
Развивается медицинский туризм.

## Передвижение граждан
Действует соглашение о безвизовых поездках граждан.

## Туризм
Действует авиасообщение Баку — Анкара и Баку — Стамбул.
С 16 июня 2023 года авиакомпанией AJet выполняются авиарейсы из Измира в Баку. С 3  июня 2025 года AJet запустил авиарейсы из Нахичевани и Гянджи в Стамбул.

## В гуманитарной сфере
Азербайджан оказал помощь в восстановлении провинции Кахраманмараш от землетрясения 6 февраля 2023 года в размере 100 млн. долл.
11 сентября 2024 года в г. Кахраманмараш в квартале «Азербайджан» состоялось открытие школы имени Гейдара Алиева на месте образовательного учреждения, которое было разрушено в результате землетрясения 2023 года.
19 июня 2025 года в г. Кахраманмараш открыт азербайджанский квартал.

## В области культуры
С 8 по 11 октября 2023 года кинематографисты Турции приняли участие в III кинофестивале тюркского мира «Коркут Ата» в Баку. На фестивале были представлены фильмы Турции.
При Нахичеванском государственном университете действует Центр исследований им. Ататюрка.
В октябре 2023 года в Анкаре был создан Азербайджанский культурный центр при посольстве Азербайджана в Турции.
На азербайджанском языке издана книга «Мехмет Акиф Эрсой. Избранные стихи».
На Аллее шахидов в Баку расположен памятник турецким воинам Кавказской исламской армии, участвовавшим в битве за Баку 1918 года.
Действует Федерация турецко-азербайджанских ассоциаций. 6 апреля 2024 года при федерации создана Ассоциация азербайджанских ученых Турции.
7 апреля 2024 года в Кайсери открыт дом Азербайджана «Шуша».
С 29 ноября по 8 декабря 2024 года Азербайджан принимает участие в 21-й Анкарской книжной выставке. На выставке планируется презентация переводов произведений Низами и Физули на турецкий язык, осуществлённых при поддержке Культурного центра Азербайджана в Турции.